# Kunstraub (Album)
Kunstraub ist das elfte Studioalbum der deutschen Mittelalter-Rock-Band In Extremo. Es wurde in Deutschland am 27. September 2013 bei Vertigo/Universal veröffentlicht.

## Hintergrund
Titel sowohl des Albums als auch des Titeltracks ist Kunstraub, dies bezieht sich auf den Kunstraub in Rotterdam im Jahr 2012. Dieser inspirierte Bandmitglied Dr. Pymonte zum Schreiben des Songs, insbesondere die für die Band wichtige Zahl 7 fiel ihm ins Auge.
Eröffnet wird das Album mit dem Titel Der die Sonne schlafen schickt, ein Stück über eine durchfeierte Nacht und den nächsten Morgen. Wege ohne Namen ist der Titel des nächsten Liedes, das sich um den Werdegang der Band dreht. Als Lebemann bezeichnet sich der Protagonist des gleichnamigen Liedes, der selbstverliebt die ganze Welt bereist und die Damen die Zeche zahlen lässt. Mit Himmel und Hölle setzen sich In Extremo mit der Frage auseinander, ob der Himmel oder die Hölle nach dem Tod vorzuziehen ist. „Es tut so weh, wenn ich die Gaukler weinen seh“ heißt es im Refrain des Liedes Gaukler, das sich mit sehr talentierten aber arbeitslosen, schlecht bezahlten oder anderweitig benachteiligten Künstlern beschäftigt. Der Titeltrack Kunstraub handelt von der gleichnamigen Tat und der Genialität der Räuber, das Dudelsack-Solo nach dem zweiten Refrain wird des Weiteren als Intro für die Konzerte dieser Tour genutzt. Das zuvor als Single ausgekoppelte Feuertaufe ist ein Liebeslied mit dem Versprechen, bis ans Ende mit dem Partner zu gehen. Du und ich lautet der Titel des nächsten Stückes, es dreht sich um eine Person, die sich schwer mit dem Leben und der Liebe zu einem anderen Menschen tut. Das Lied Doof handelt auf humoristische, aber auch nachdenkliche Art und Weise von Menschen, die völlig sinnlose Sachen machen, beispielsweise „im stärksten Schnupfen durch die Nase kalten Schnee ziehen“. Zum Ende des Liedes hin verschenkt der Sänger jedoch „sein letztes Bier“, begeht also selbst eine „doofe“ Tat. Alles schon gesehen ist ein relativ ruhiges Stück, das sich ähnlich wie Wege ohne Namen darauf bezieht, dass die Band schon alles Elend gesehen habe. Belladonna ist das vorletzte Stück der CD und ist ein Liebeslied mit einem sehr mehrdeutigen Text. Zuletzt wird die Liebe ebenfalls in Die Beute thematisiert, jedoch geht es hier mehr um das schmerzliche Verlangen nach der/dem Angebeteten und dem „Jagen“ dieser Person.

## Cover und Booklet
Das Cover zeigt einen goldenen Bilderrahmen, wie er für Gemälde aus dem Barock verwendet wird. In ihm befindet sich eine Fläche in Bordeauxrot, auf der rechts die Fahne Schmierkreuz in Weiß zu sehen ist. Von links unten nach Mitte rechts und von links oben nach Mitte unten sind Bänder wie Paketbänder gespannt, auf denen abwechselnd „Kunstraub“ und das InEx-Zeichen stehen. Unten mittig steht ganz klein, wie üblicherweise die Bildernamen, IN EXTREMO. Am linken Rand befindet sich ein weißer Farbklecks, der nach unten verläuft. Verantwortlich für das Artwork zeichnet Dirk Rudolph. Im Booklet finden sich alle Songtexte und analog dem Kunstraub in Kunsthal Rotterdam, bei dem sieben Gemälde entwendet worden waren, finden sich die sieben Porträts der Bandmitglieder wie aus der Werkstatt von Rembrandt. Angefertigt wurden sie von den russischen Brüdern Posin in ihrer Werkstatt in Berlin-Neukölln.

## Veröffentlichungen und Erfolg
Das Album Kunstraub, das wieder von dem Produzententeam Vincent Sorg und Jörg Umbreit in den Prinzipal Studios produziert wurde, ist das elfte Studioalbum der Mittelalter-Rockband In Extremo. Es stieg auf Platz 2 in den deutschen Albumcharts sowie auf Platz 19 in Österreich und Platz 23 in der Schweiz ein. Es wurde im Februar 2014 als sechstes Album nacheinander von In Extremo für den Echo in der Kategorie „Rock/Alternative National“ nominiert.

## Rezeption
Ulf Kubanke von laut.de zog folgendes Fazit zum Album: „Schön zu sehen, wie sich eine etablierte Veteranenband noch mal auf neue Pfade begibt, ohne sich untreu zu werden oder artsy-fartsy zu verkrampfen.“ (englisch artsy fartsy = „pseudokünstlerisch“; „bizarr und schwer verständlich“) „In dieser Form gehören die sieben Verrückten beim Kampf um den Genrethron noch längst nicht zum alten Eisen. A Game of Thrones? Ihr ‚Kunstraub‘ stellt klar: Game over!“
Ulrike Meyer-Potthoff vom terrorverlag.com rezensierte folgendermaßen: „IN EXTREMO haben mit ‚Kunstraub‘ wieder alles richtig gemacht. Die Fans werden die Scheibe lieben und dank eines gewissen Mainstream-Potenzials werden sich sicherlich auch neue Anhänger für den InEx-Mittelalter-Rock begeistern. Die beliebten stilistischen Zutaten wurden zugunsten einer etwas härteren Sound-Ausrichtung neu verteilt, das prägende Mittelalter-Feeling kommt trotzdem nicht zu kurz – genauso wie es bei den Konzerten der ‚Kunstraub‘-Tour garantiert wieder eine Menge Pyro-Effekte geben wird.“
Andreas Schulz von musikreviews.de resümierte, dass alles andere als die dritte #1 in Folge verwunderlich wäre. Seiner Ansicht nach beweise die Band, dass das Konzept von Rock und Metal mit mittelalterlichen Instrumenten kein starres Korsett sei. Zwar seien die entsprechenden Sounds in allen Songs enthalten, das Verhältnis zu den „normalen“ Rockinstrumenten sei jedoch perfekt austariert.

## Titelliste
1. Der die Sonne schlafen schickt – 3:56
2. Wege ohne Namen – 4:21
3. Lebemann – 3:21
4. Himmel und Hölle – 3:55
5. Gaukler – 3:51
6. Kunstraub – 3:22
7. Feuertaufe (Single) – 3:26
8. Du und ich – 3:29
9. Doof – 3:49
10. Alles schon gesehen – 3:28
11. Belladonna – 4:00
12. Die Beute – 3:40
13. Bunter Vogel (Bonus Track) – 4:37
14. Meie Din (Bonus Track) – 4:30

## Tournee
- 22. Oktober 2013 NL – Eindhoven, Dynamo
- 23. Oktober 2013 F – Paris, Trabendo
- 24. Oktober 2013 Lux – Esch Sur Alzette, Rockhal
- 25. Oktober 2013 Köln, E-Werk
- 26. Oktober 2013 Hannover, AWD Halle
- 1. November 2013 Hamburg, Sporthalle
- 2. November 2013 Leipzig, Haus Auensee
- 9. November 2013 Stuttgart, Porsche-Arena
- 10. November 2013 CH – Zürich Komplex
- 15. November 2013 Weissenhäuser Strand (bei Lübeck), Metal Hammer Paradise Festival
- 16. November 2013 Berlin, Columbiahalle
- 21. November 2013 CZ – Zlin, Masters of Rock Cafe
- 22. November 2013 A – Wien, Gasometer
- 23. November 2013 München, Zenith
- 28. November 2013 Mainz, Phönixhalle
- 29. November 2013 Erfurt, Thüringenhalle[14]